# Duncan Grant
Duncan James Corrowr Grant (21 de enero de 1885 - 9 de mayo de 1978) fue un pintor escocés, miembro del denominado Grupo de Bloomsbury. 
Grant nació en la localidad de Rothiemurchus, cerca de Inverness (Escocia), y estudió arte en el Slade School, así como en Italia y París. Era primo de Lytton Strachey y, a través de su círculo, Duncan entró a formar parte del Grupo de Bloomsbury, donde el economista Maynard Keynes se convirtió en uno de sus amantes. A pesar de que la preferencia de Duncan hacia los hombres era conocida, mantuvo más adelante una relación sentimental con Vanessa Bell. Vivirían con ella y sus dos hijos desde antes del comienzo de la Primera Guerra Mundial. En 1916 se mudaron a la localidad de Firle, en el condado de Sussex, donde pintaron y decoraron su casa con sus propias pinturas. Su hija le describiría como «homosexual con tendencias bisexuales».
En 1918 Duncan y Vanessa tuvieron una hija a la que llamaron Angélica, y continuaron viviendo juntos hasta la muerte de Vanessa en 1961, permaneciendo Duncan en la casa Charleston hasta poco antes de su muerte, acaecida en 1978.
En su obra pictórica, Duncan Grant recibió la influencia de otro miembro del Grupo de Bloomsbury, Roger Fry, y al igual que este, pintó paisajes y retratos.
En sus últimos años, Grant recibió los cuidados y atenciones de su buen amigo, amante y poeta Paul Roche, a quien conoció en 1946. Falleció en su casa. 
Duncan Grant está enterrado junto a Vanessa Bell en el cementerio de la iglesia de Saint Peter en Firle.